# El Cajon
El Cajon és una ciutat dels Estats Units a l'estat de Califòrnia. Segons una estimació del 2009 tenia 95.546 habitants.

## Fills il·lustres
- Ken Hanna (1921-1982), trompetista, arranjador i director d'orquestra.

## Demografia
Segons el cens del 2000, El Cajon tenia 94.869 habitants, 34.199 habitatges, i 23.152 famílies. La densitat de població era de 2.514 habitants/km².
Dels 34.199 habitatges en un 37% hi vivien nens de menys de 18 anys, en un 46% hi vivien parelles casades, en un 16% dones solteres, i en un 32,3% no eren unitats familiars. En el 24,1% dels habitatges hi vivien persones soles el 8,5% de les quals corresponia a persones de 65 anys o més que vivien soles. El nombre mitjà de persones vivint en cada habitatge era de 2,7 i el nombre mitjà de persones que vivien en cada família era de 3,21.
Per edats la població es repartia de la següent manera: un 27,9% tenia menys de 18 anys, un 11,2% entre 18 i 24, un 31,3% entre 25 i 44, un 18,3% de 45 a 60 i un 11,3% 65 anys o més.
L'edat mediana era de 32 anys. Per cada 100 dones de 18 o més anys hi havia 91,4 homes.
La renda mediana per habitatge era de 35.566 $ i la renda mediana per família de 40.045 $. Els homes tenien una renda mediana de 32.498 $ mentre que les dones 25.320 $. La renda per capita de la població era de 16.698 $. Entorn del 13,5% de les famílies i el 16,7% de la població estaven per davall del llindar de pobresa.

## Poblacions properes
El següent diagrama mostra les poblacions més properes.